# Benoitia raymondeae
Benoitia raymondeae är en spindelart som först beskrevs av Roger de Lessert 1915.  Benoitia raymondeae ingår i släktet Benoitia och familjen trattspindlar. Inga underarter finns listade.